# Ryan Gander

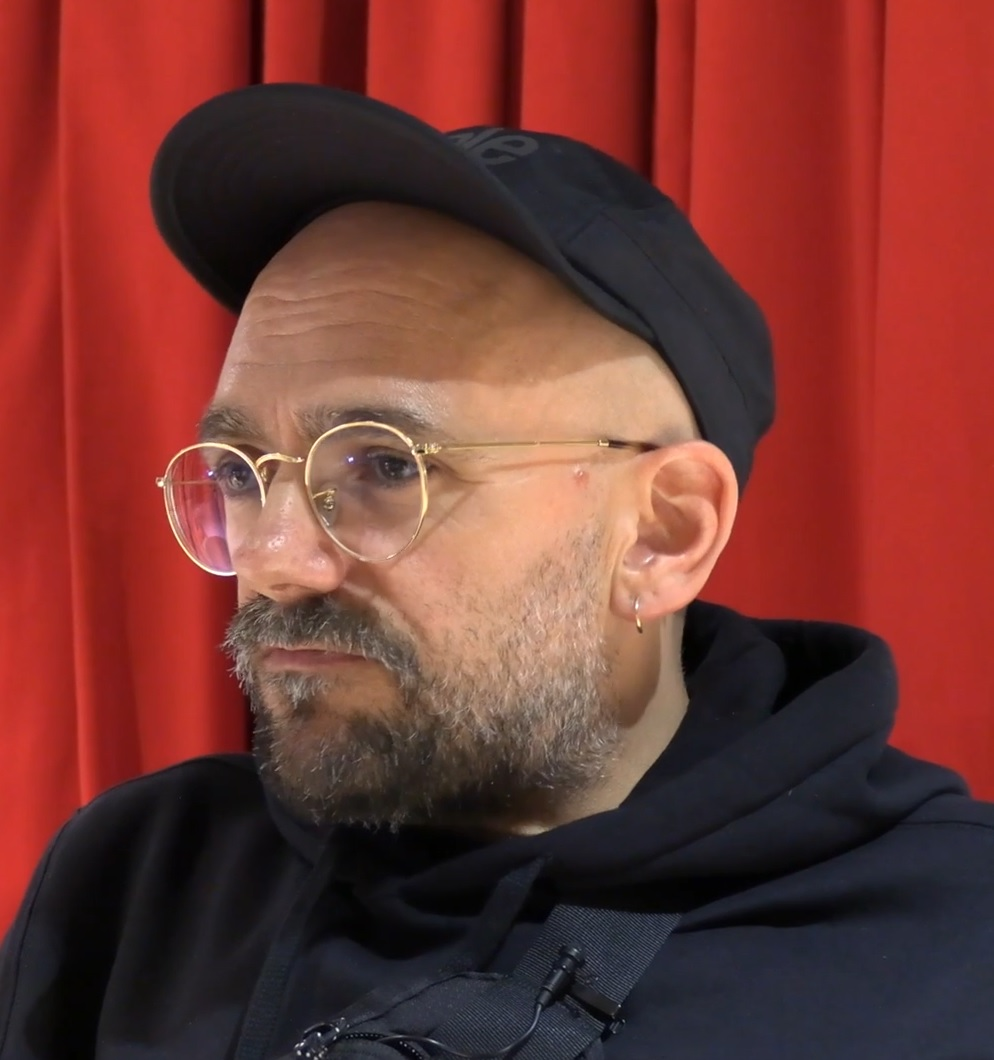
Ryan Gander

Ryan Gander OBE (* 1976 in Chester) ist ein britischer Konzeptkünstler.

## Leben und Werk
Ryan Gander studierte an der Manchester Metropolitan University, der Rijksakademie van beeldende kunsten in Amsterdam und der Jan van Eyck Academie, Maastricht. Er war Professor für Bildende Kunst an der University of Huddersfield und ist Ehrendoktor an der Manchester Metropolitan University sowie der University of Suffolk.
Als Medien für seine Kunst wählt Ryan Gander Skulptur, Film, Installationen, Fundstücke, Fotografien, Malerei, Performance und weniger traditionelle Genres wie zum Beispiel Kinderbücher, Typografie und Schmuckdesign. Gander versucht einen künstlerischen Stil, eine Handschrift zu vermeiden. Seine Arbeiten sind Bruchstücke einer komplexen Erzählung.
Ryan Gander war auf zahlreichen Ausstellungen im In- und Ausland vertreten, darunter 2012 die dOCUMENTA (13) in Kassel.

## Auszeichnungen (Auswahl)
- 2003: Prix de Rome für Bildhauerei, Frankreich
- 2006: ABN AMRO Preis, Niederlande
- 2009: Zurich Art Prize, Schweiz
- 2017: Order of the British Empire (OBE), England